# Bescherung

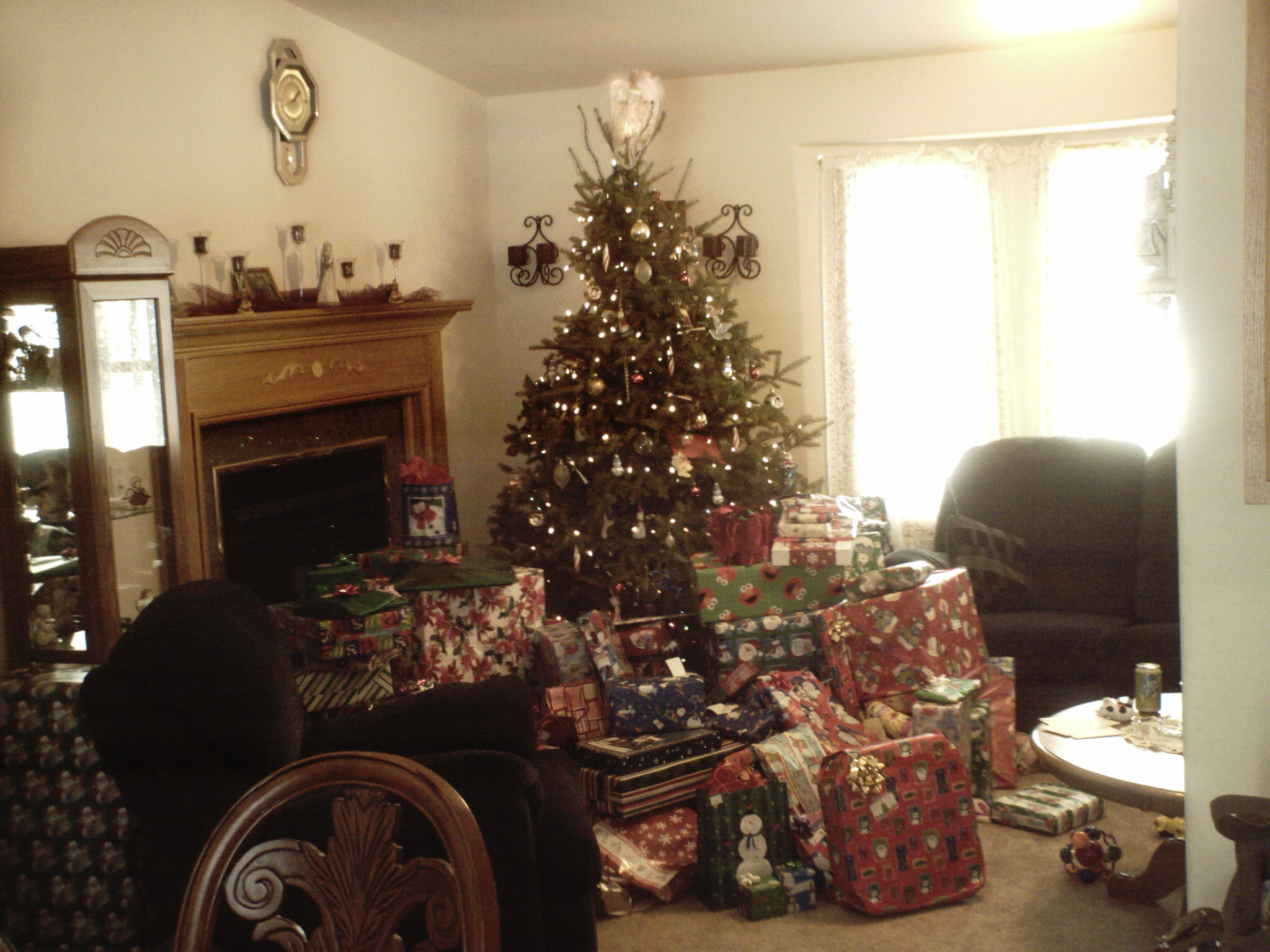
Op de Bescherung wachtende kerstboom met geschenken

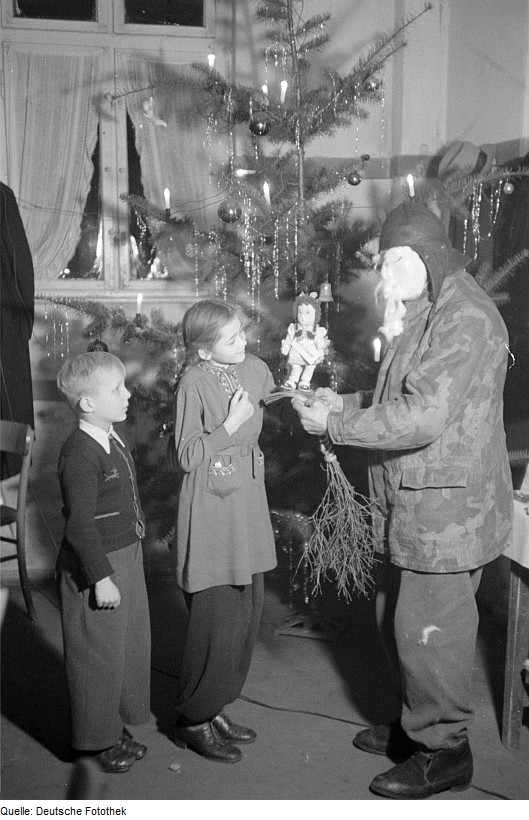
Weihnachtsbescherung der SED Berlin-Reinickendorf, 1946

Op kerstavond wordt in de landen, Duitsland, Zwitserland, Liechtenstein en Oostenrijk traditioneel pakjesavond gevierd. Het Duitstalige begrip hiervoor is ‘Bescherung’ (ook wel Weihnachsbescherung of plaatselijk Einbescherung genoemd). De Bescherung is een christelijk kerstgebruik, waarbij kerstcadeaus uitgedeeld worden. De voorloper van de Weihnachtsbescherung was de geschenkverdeling (Gabenverteilung) op 6 december, de naamdag van Nicolaas. Na de reformatie werd in evangelische regio’s de pakjesavond naar kerstavond verplaatst, omdat de evangelische kerk geen heiligen kent en hun naamdagen niet viert. Oorspronkelijk kregen alleen de kinderen kerstgeschenken, later heeft het gebruik zich ook uitgestrekt over volwassenen. 
De Bescherung is de ceremonie, waarbij alle kinderen op kerstavond geschenken krijgen, die meestal onder de kerstboom liggen. Vroeger gebeurde dit om middernacht in de nacht van 24 op 25 december, na de kerstnachtdienst. Omdat voor kinderen dit late tijdstip niet ideaal was, is de pakjesavond (Bescherung) in Duitsland naar de vroege avond verschoven. In sommige regio’s wordt de Bescherung ‘Christkindchen’(=kerstgeschenk) genoemd. In Noord- en Midden-Duitsland brengt meestal de Kerstman de kerstgeschenken, terwijl in Zuid-Duitsland de geschenken worden gebracht door het Kerstkind (Duits: Christkind).

## Definitie begrip
Het begrip ‘Bescherung’ is alleen in Duitsland bekend en is af te leiden van het middelhoogduitse ‘beschern’ = schenken, uitdelen. Het wordt ook gebruikt als ironische uitdrukking in ‘So eine (schöne) Bescherung!' (= dat is een mooie verrassing) en in boek- en filmtitels (Schöne Bescherung, Baby Boom – Eine schöne Bescherung, Die gräßliche Bescherung in der Via Merulana, enz.)
Behalve in de positieve connotatie, wordt het woord vaak ook pejoratief gebruikt.